# 点描のしくみ Queen of Hearts
『点描のしくみ Queen of Hearts』（てんびょうのしくみ クイーン・オブ・ハーツ）は、内田けんじ監督の短編映画。2012年11月28日公開。

## 概要
2012年、内田の監督による映画『鍵泥棒のメソッド』へ吉井和哉が主題歌「点描のしくみ」を提供し、同年8月に行われた作品の完成披露試写会に出演した吉井が「次は映画に出たい」と語ったことがきっかけで制作が開始された。作品のテーマは「点描のしくみ」をヒントにされ、予告編形式による201秒の短編となった。
当初劇場公開は行われず、11月28日から『鍵泥棒-』の公式サイト上およびYouTubeにおいて配信を開始。後に公開は終了されたが、2013年には吉井のドキュメンタリー映画『YOSHII CINEMAS』の中に組み込まれて劇場上映が行われたほか、吉井のベスト・アルバム『18』の初回特典として本作を収録したDVDが添付されている。

## あらすじ
ある大企業の社長の死と同時に大金が消える。犯行は社長の隠し子である娘によって行われた完璧な計画だったが、そこにたまたま居合わせたタクシー運転手・本田の行動で、その計画が狂い始めてしまう。

## キャスト
- 本田：吉井和哉
- 菜々子：相武紗季
- 宇崎：豊原功補
- 大堀こういち
- 林和義
- ウダタカキ
- 佐藤佐吉

## スタッフ
- 監督・脚本：内田けんじ
- エグゼクティブ・プロデューサー：青木しん、片岡明
- プロデューサー：大西洋志、深瀬和美
- キャスティング・ディレクター：杉野剛
- 主題歌：吉井和哉「HEARTS」
- 撮影：佐光朗
- 照明：加瀬弘行
- 録音：石貝洋
- 装飾：高畠一朗
- 音響効果：岡瀬晶彦
- 助監督：山口晃二
- 制作担当：星野友紀
- 製作プロダクション：シネバザール
- 配給・制作協力：クロックワークス
- 製作：「点描のしくみ」製作委員会